# Haus Hindenburg

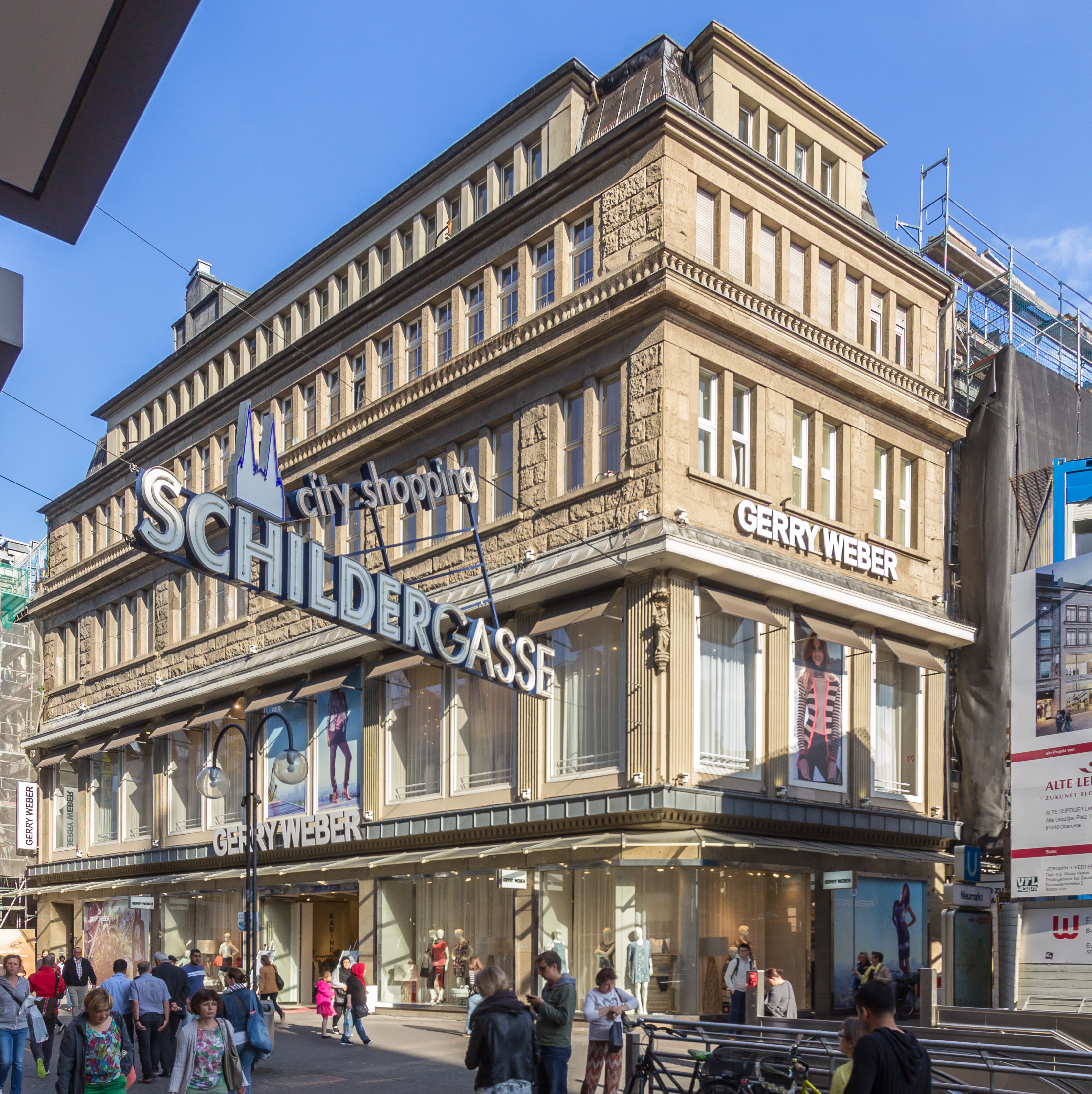
Haus Hindenburg – Nordwestansicht (2015)

Das Haus Hindenburg ist ein unter Denkmalschutz stehendes Baudenkmal im Kölner Stadtteil Altstadt-Nord. Das Geschäftshaus an der Schildergasse 113–117 Ecke Neumarkt entstand in den Jahren 1914 und 1915 nach einem Entwurf des Kölner Architekten Hermann Eberhard Pflaume. Namensgeber ist Paul von Hindenburg.

## Geschichte
Bis in die Jahre vor dem Ersten Weltkrieg war der Zugang in die Kölner Schildergasse von ihrem Ende am Neumarkt aus noch weit enger, als dies heute der Fall ist. Dies änderte sich zunächst auf der Nordseite mit dem Neubau des hinter die alte Flucht zurückgesetzten Polizeipräsidiums an der Ecke der Schildergasse zur Krebsgasse und anschließend durch den Abbruch des Blankenheimer Hofes (1914). Dieser sprang mit seiner Fassade – nach Anlage der Zeppelinstraße (1910) – als nunmehriger Eckbau um mehrere Meter in den Straßenraum vor. Ebenso wie um den Erhalt des Blankenheimer Hofes wurde um die neue Fluchtlinie auf der Südseite gestritten. Bei einem zu starken Verlegen in die Altbebauung wäre – bei der für die Kölner Altstadt typischen kleinteiligen Grundeinteilung – kaum noch ein wirtschaftlich neu zu bebauendes Grundstück entstanden. Schließlich wurde die Flucht etwas abgeschrägt, so dass der Verkehr über einen trichterförmigen Zugang vom Neumarkt in die Schildergasse abfließen konnte.
Mit dem Abbruch der Altgebäude auf dem Grundstück Schildergasse 113 bis 117, das dem in Düsseldorf tätigen niederländischen Kaufmann Dirk Lindhout und dessen Partner, dem Kölner Kaufmann Paul Malkowsky, gehörte, begann noch vor dem Ersten Weltkrieg die Ausführung des viergeschossigen Hauses Hindenburg. Nach viermonatiger Bauzeit war der Rohbau unter der Leitung des Architekten und Bauunternehmers Karl Alsdorff vollendet, im Februar 1915 stand die Fertigstellung bevor. Die Bauherren folgten der Tradition, dem Haus einen eigenen Namen zu geben. Mit Zustimmung Paul von Hindenburgs benannten sie es in Anlehnung an seine Entstehungszeit Haus Hindenburg. Der Schlussstein über dem Hauptportal wurde mit nachfolgendem, nicht mehr vorhandenen Vers versehen:
In Deutschland großer Zeit bin ich gebaut,
Hab’ Helden viel und Opfermut geschaut,
Da wird als Sieger Hindenburg erkannt,
Und ihm zu Ehren ward ich so benannt.
Nach dem Ersten Weltkrieg entwickelte sich das Haus Hindenburg – nicht zuletzt dank seines im ersten Stock gelegenen Cafés, das für sich selbst als das vornehmste Kölns warb, und später auch durch die Schule für Bühnentanz von Araca Makarowa alias Elisabeth Linfert, geb. Simons (1905–1964) – zu einem bekannten Kölner Treffpunkt. Während des Zweiten Weltkriegs trug das Gebäude nur vergleichsweise geringe Schäden davon. Äußerlich zeigten sich diese im Wesentlichen im Fehlen des ursprünglichen Mansarddaches, das nicht wiederhergestellt wurde. Das Erdgeschoss nahm, neben dem bereits seit 1926 dort ansässigen Hamburger Zigarrenhaus „Gustav Geber“ bereits seit 1946 das familiengeführte „Seidenhaus Schmitz“ auf, dessen bisherige Geschäftsräume in der Zeppelinstraße kriegsbedingt nicht mehr genutzt werden konnten. Nach mehrfachen Umbauten und Erweiterungen nutzte die Firma das Haus Hindenburg ab 1956 alleine. Im Zuge der letzten Veränderungen war im Erdgeschoss eine Passage vom Neumarkt zur Schildergasse eingebaut worden. Als Folge weiterer Wechsel in der Mieterschaft wurde die Passage zwischenzeitlich wieder geschlossen. Bis 2020 wurde das Haus durch Firmen der Bekleidungsindustrie genutzt. 
Die Eintragung des Hauses Hindenburg in die Denkmalliste der Stadt Köln erfolgte am 13. April 1993 (Denkmal Nr. 6779).

## Architektur
Das im Stil des Neoklassizismus ausgeführte viergeschossige Haus verfügte bei seiner Fertigstellung über zwei Kellergeschosse, ein als Ladenlokal genutztes Erdgeschoss sowie darüberliegend das Café. Im Dachgeschoss fand ein „Photographen-Atelier“ Aufnahme. Das mit sechs Achsen an der Schildergasse und dreien am Neumarkt zu stehen kommende Gebäude ist in seiner Werksteinfassade äußerlich noch weitgehend erhalten. Ab der dritten Etage finden sich teilweise auch noch die originalen Fenster. Im ersten Obergeschoss wurde an der Ecke eine Madonna aus dem 19. Jahrhundert angebracht.